# Chiesa di San Bernardino (Mogoro)
La chiesa di San Bernardino è la parrocchiale del comune di Mogoro in Sardegna, facente parte dell'Arcidiocesi di Oristano. Dedicata a San Bernardino da Siena, patrono del paese dal 1582 (in sostituzione di Sant'Antioco), si trova nel cuore del centro abitato.

## Storia
La sua costruzione è precedente al 1524, come confermato dalla visita pastorale dell’allora Vescovo Mons. Andrea Sanna. La chiesa fu originariamente costruita con una pianta a croce latina, mononavata, con presbiterio e due cappelle. Nel corso dei secoli subì numerosi interventi di ampliamento che ne modificarono profondamente l’aspetto interno ed esterno. Una pietra posta sopra la lunetta dentellata del portale reca incisa la data 1719, presumibilmente legata a uno dei principali interventi strutturali. Il prospetto attuale, risultato di vari rifacimenti, si presenta in stile barocco, analogo a quello di altre chiese della zona.

## Descrizione
L’edificio si sviluppa su una sola, ampia navata centrale, lunga oltre 25 metri e larga 15, sormontata da volte a botte completamente affrescate. Otto cappelle laterali si aprono lungo i fianchi della navata; tra queste spicca, a sinistra dell'ingresso, la cappella della Madonna del Rosario, con una statua seicentesca posta su un altare in legno dorato del Cinquecento, decorato con colonnine tortili. La cappella fu completata nel Settecento da Giovanni Recupo. Gli affreschi della navata furono realizzati nel 1934 dal pittore Baciccia Scano, che vi raffigurò scene della vita di San Bernardino. Dietro l’altare maggiore si trova una nicchia contenente la statua lignea del santo patrono, restaurata e decorata con una veste damascata. La statua viene esposta al centro della chiesa per sei mesi l'anno, mentre nei restanti mesi è collocata nella nicchia in occasione della festa di Ognissanti (S’Inserru).

## Tesoro e reliquie
La chiesa conserva un modesto tesoro, costituito da arredi liturgici e antichi simulacri, tra cui spiccano un turibolo d’argento e una croce processionale in argento (chiamata in sardo cruxi de prata). Secondo la tradizione, quest’ultima proveniva dal villaggio distrutto di Bonòrcili e fu salvata da una devota, Giuanna Zonca, durante le incursioni saracene. Tuttavia, la croce fu fatta realizzare nel 1603 dal rettore Salvatore Spiga.

## Il miracolo eucaristico
La chiesa è celebre per il cosiddetto miracolo eucaristico, avvenuto la Pasqua del 1604. Durante la distribuzione della comunione, alcune particole consacrate bruciarono la lingua di peccatori non pentiti e caddero sulla pietra della balaustra, lasciando un’impronta indelebile. La pietra è oggi conservata all’interno di una teca, incassata nel paliotto dell’altare.

## Restauri
Un importante restauro di pavimenti, pitture e superfici interne si è concluso alla fine del 2005, restituendo alla chiesa luminosità e decoro originari. Gli affreschi sono stati ripuliti e le pareti alleggerite da interventi successivi considerati incongrui. Nel 2002 è stata applicata la vetrata artistica del rosone, progettata dall'artista Manlio Masu.